# Liga Galega de Futebol Gaélico
A Liga Galega de Futebol Gaélico (galego:Liga Galega de Fútbol Gaélico) é a liga mais alta do futebol gaélico na Galiza . Foi criado em 2012, com o objetivo de melhorar a visibilidade do futebol gaélico na Galiza.

## História
Na primeira edição participaram cinco equipas na categoria masculina e três na feminina. Na segunda edição participaram oito equipas na categoria masculina e sete na feminina. Na edição 2015/16 participaram onze equipas na categoria masculina, divididos na primeira divisão e segunda divisão, e oito equipas na categoria feminina. Na época 2016/17 participaram treze equipas na categoria masculina, devido ao crescimento da modalidade estas são repartidas pela primeira e segunda divisão, e nove equipas na categoria feminina. Na quinta edição participaram treze equipas na categoria masculina, repartidos na primeira e segunda divisão, e nove equipas na categoria feminina mudando nesta última o Mecas pelo Bráithreachas. Esta quinta edição estará organizada pela Federação Galega de Futebol que em Junho de 2017 assinou um acordo para a inclusão da Associação Galega de Futebol Gaélico e o futebol gaélico como modalidade desportiva.

## Temporadas
Categoria masculina
- Primeira Divisão

| Temporada | Campeão          | Vice-campeão      | Terceiro          | — | Melhor marcador                       |
| --------- | ---------------- | ----------------- | ----------------- | - | ------------------------------------- |
| 2013/14   | Estrela Vermelha | Irmandinhos       | Fillos de Breogán | - | Rubén Leborán (Estrela Vermelha)      |
| 2014/15   | Estrela Vermelha | Fillos de Breogán | Irmandinhos       | - | Pablo Bernárdez "Chovi" (Irmandinhos) |
| 2015/16   | Estrela Vermelha | Irmandinhos       | Fillos de Breogán | - | -                                     |
| 2016/17   | Irmandinhos      | Fillos de Breogán | Estrela Vermelha  | - | Marcos Gañete “Corba” (Irmandinhos)   |
| 2017/18   | -                | -                 | -                 | - | -                                     |

- Segunda Divisão

| Temporada | Campeão  | Vice-campeão       | Terceiro      | — | Melhor marcador     |
| --------- | -------- | ------------------ | ------------- | - | ------------------- |
| 2015/16   | Artabros | Herdeiros de Dhais | Bráithreachas | - | -                   |
| 2016/17   | Mecos    | Auriense           | Dorna         | - | Barry Lynch (Dorna) |
| 2017/18   | -        | -                  | -             | - | -                   |

Categoria feminina
| Temporada | Campeão           | Vice-campeão      | Terceiro           | — | Melhor marcador                   |
| --------- | ----------------- | ----------------- | ------------------ | - | --------------------------------- |
| 2013/14   | Irmandinhas       | Fillas de Breogán | Mecas              | - | Paula Castro (Irmandinhas)        |
| 2014/15   | Irmandinhas       | Fillas de Breogán | Estrela Vermelha   | - | Paula Castro (Irmandinhas)        |
| 2015/16   | Fillas de Breogán | Irmandinhas       | Estrela Vermelha   | - | -                                 |
| 2016/17   | Fillas de Breogán | Pontevedra        | Herdeiras de Dhais | - | Vanesa Calviño (Estrela Vermelha) |
| 2017/18   | -                 | -                 | -                  | - | -                                 |